# Joița
Joița is een Roemeense gemeente in het district Giurgiu.
Joița telt 3290 inwoners.